# Gondomar (São Cosme), Valbom e Jovim
Gondomar (São Cosme), Valbom e Jovim (llamada oficialmente União das Freguesias de Gondomar (São Cosme), Valbom e Jovim) es una freguesia portuguesa del municipio de Gondomar, distrito de Oporto.

## Historia
Fue creada el 28 de enero de 2013 en aplicación de una resolución de la Asamblea de la República de Portugal promulgada el 16 de enero de 2013 con la unión de las freguesias de Jovim, São Cosme y Valbom, pasando su sede a estar situada en la antigua freguesia de São Cosme.

## Demografía
| Gráfica de evolución demográfica de Gondomar (São Cosme), Valbom e Jovim entre 2011 y 2021 |
|                                                                                            |
| Datos según el nomenclátor publicado por el INE portugués.                                 |